# Dioscorea brachybotrya
Dioscorea brachybotrya är en enhjärtbladig växtart som beskrevs av Eduard Friedrich Poeppig. Dioscorea brachybotrya ingår i släktet Dioscorea och familjen Dioscoreaceae. Inga underarter finns listade i Catalogue of Life.

## Bildgalleri

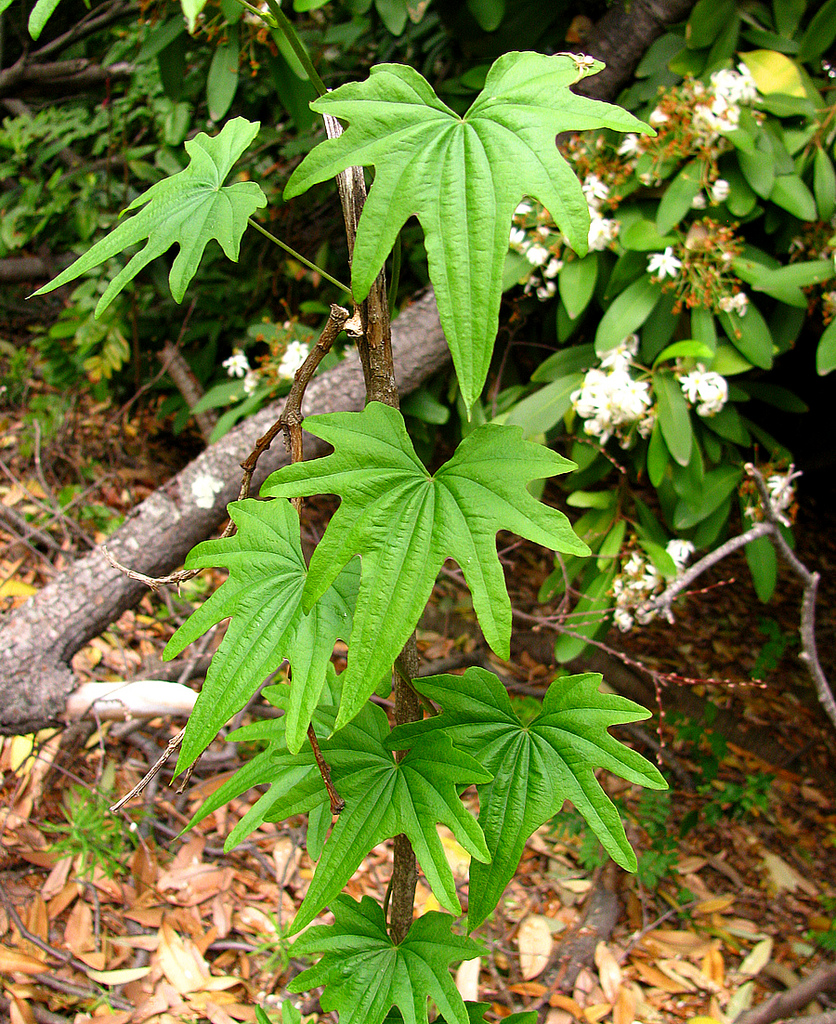